# Kinetica 1
Kinetica 1, conosciuto anche come Lijian-1 e Zhongke-1A, è un lanciatore spaziale leggero cinese sviluppato da CAS Space.

## Caratteristiche tecniche
Kinetica 1 è un razzo a quattro stadi. È alto complessivamente 30 metri ed ha un diametro di 2,65 metri. La sua massa è di 135 tonnellate. Funziona a combustibile solido ed è in grado di lanciare un carico utile di 2 tonnellate in orbita terrestre bassa e di 1,5 tonnellate in orbita eliosincrona.

## Storia
Dopo la sua fondazione da parte dell'Accademia cinese delle scienze, CAS Space (conosciuta anche come Zhongke Aerospace) è stata incaricata della costruzione di satelliti e della commercializzazione dei loro lanci. Per realizzare questi obiettivi, la nuova società ha deciso lo sviluppo di un nuovo lanciatore a combustibile solido, più potente del Lunga Marcia 11. Il nuovo lanciatore, derivato dal missile balistico cinese DF-31, è stato chiamato inizialmente Zhongke-1A (abbreviato in ZK-1A).
Nel novembre 2021 è stato condotto un test a terra del nuovo lanciatore; dato che sarebbe stato il più potente lanciatore orbitale cinese a combustibile solido, è stato rinominato come Lijian (in inglese Power Rocket). Il nuovo vettore è stato lanciato con successo il 27 luglio 2022 dal Centro spaziale di Jiuquan ed ha trasportato in orbita sei satelliti. Nel febbraio 2023 il lanciatore è stato rinominato Kinetica 1.